# Ingefrearp
Ingefrearp är en by vid Gyllingesjön i Gränna socken i norra delen av Jönköpings kommun.
I Gyllingesjön går gränsen mellan Småland och Östergötland.
I byn bor endast en bofast familj. De oroas mest av det stora gruvprojektet Norra Kärr ska förstöra hela fastigheten.
De kan snart se en annan nymodighet, nämligen södra vindkraftverket som kommer att uppföras av Gränna Energi AB ungefär 500 m från Ingefrearp. 
Vid Ingefrearp kommer viss påverkan att ske genom skuggor och normvärdet kommer att överskridas med 8 timmar i worst case scenario.
För att klara gränsvärdet 40 dB(A) för de närmas belägna bostäderna är en viss effektstrypning nödvändig av ett eller flera av verken i gruppen.
För att med säkerhet uppfylla normvärdet för skuggbelastning bör ett eller två av verken utrustas med stoppautomatik för att kunna reglera skuggexponeringen för vissa bostadshus i närområdet
Placeringen av tre vindkraftverk har gjorts i samråd med SGU.

## Bullerberäkning och karta
- Bullerberäkning